# Parafia św. Stanisława Kostki w Saint Louis

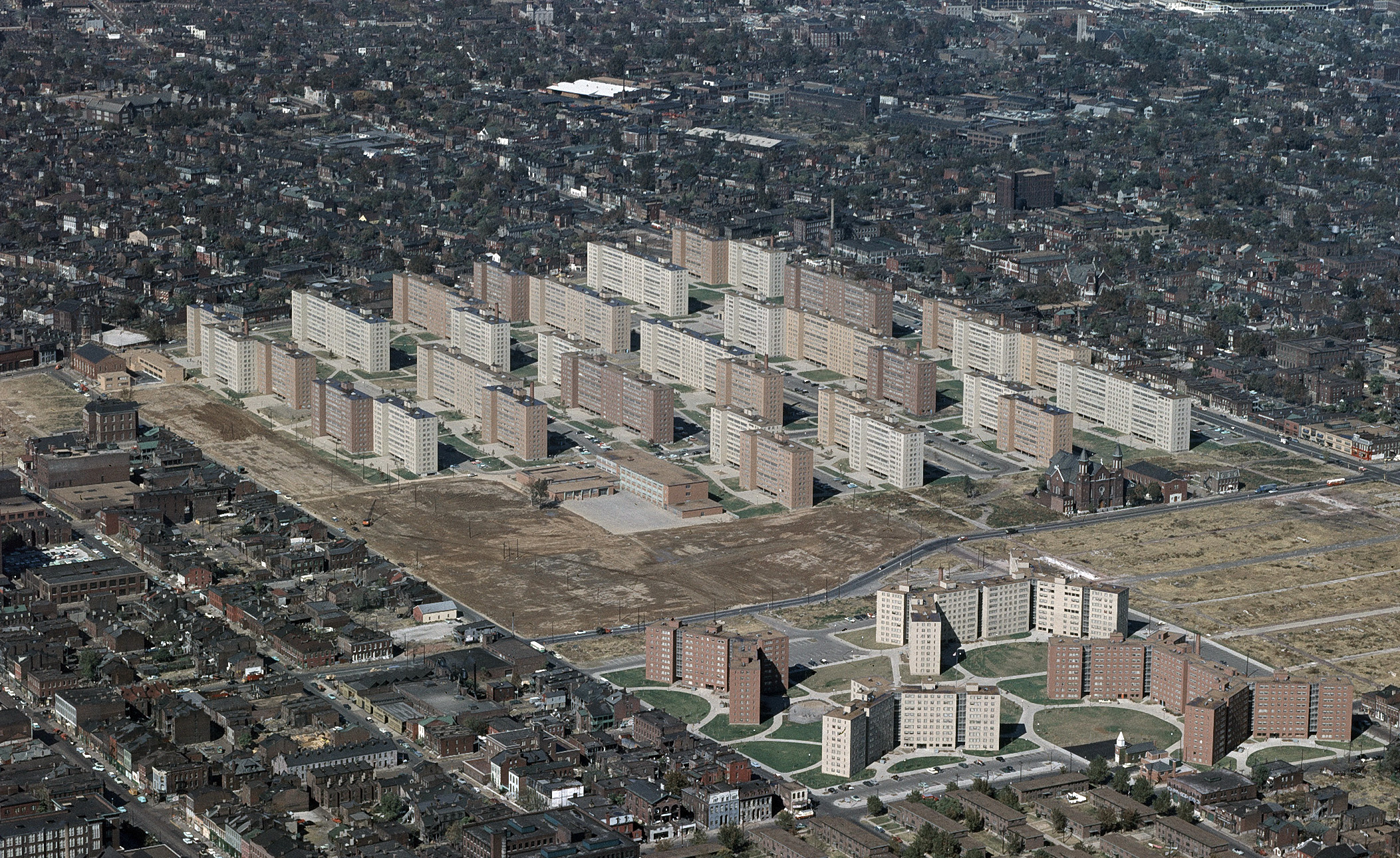
Panorama osiedla Pruitt-Igoe z kościołem parafialnym św. Stanisława Kostki

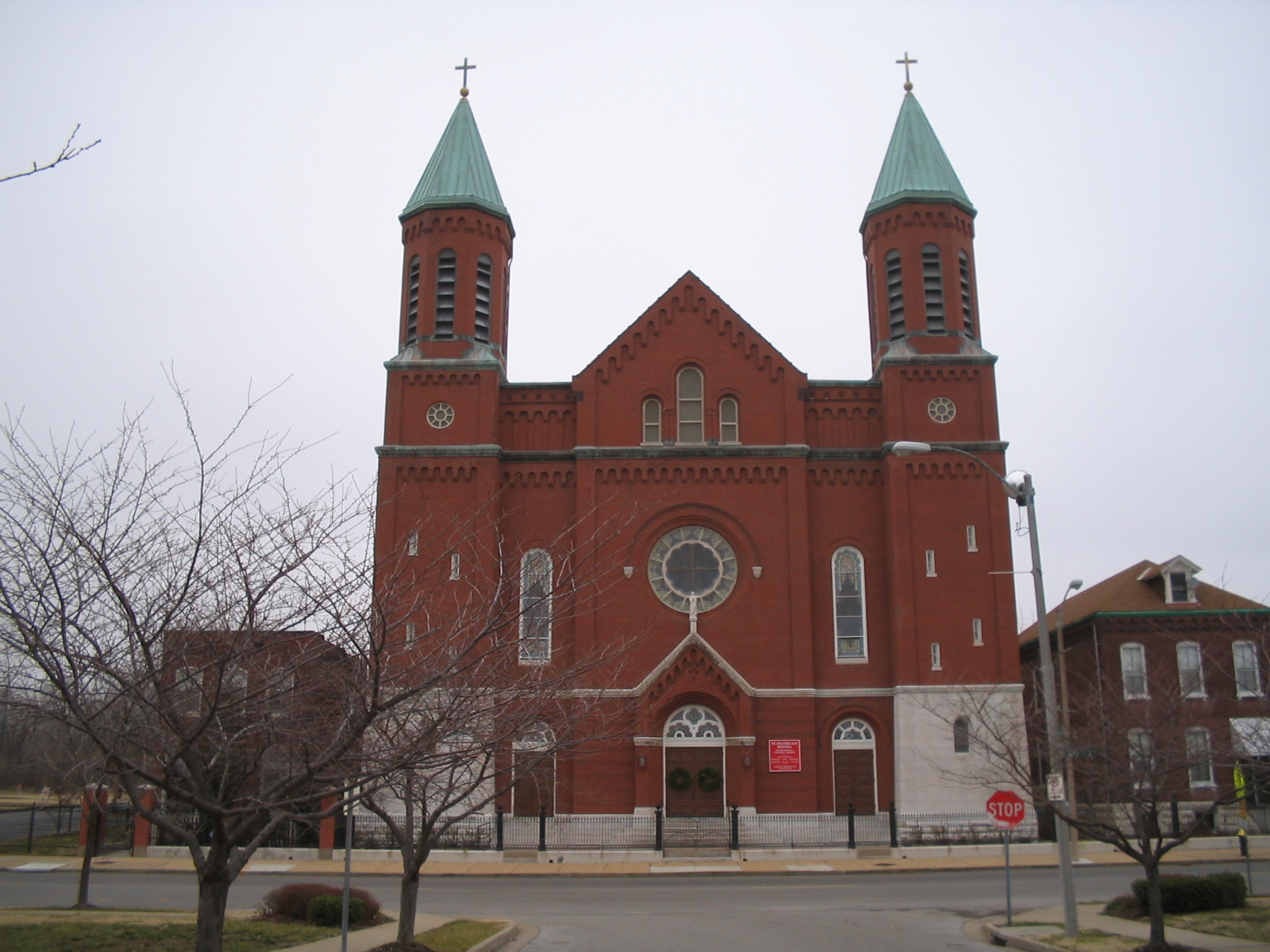
Kościół parafialny św. Stanisława Kostki w St. Louis

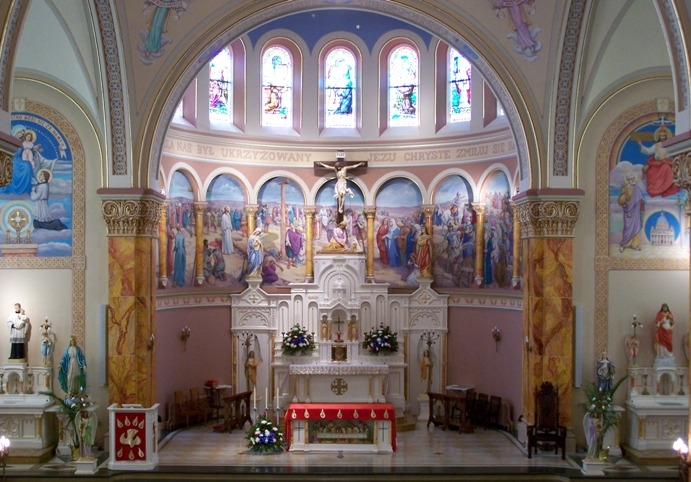
Prezbiterium kościoła parafialnego

Parafia św. Stanisława Kostki w Saint Louis (ang. Saint Stanislaus Kostka Parish in Saint Louis, Saint Stanislaus Kostka Polish Catholic Parish) – niezależna parafia polonijna w Saint Louis, która po ekskomunice nałożonej przez arcybiskupa St. Louis Raymonda Leo Burke’a w 2005 roku została wyłączona spod jurysdykcji Kościoła rzymskokatolickiego i od 2006 roku działa jako samodzielny związek wyznaniowy w stanie Missouri.
W 2022 roku funkcję proboszcza parafii i prezydenta Rady Dyrektorów pełni Przemysław Cichosz, przewodniczącym Rady Dyrektorów jest Eugene Koziatek. Księżmi wspomagającymi są Jonathan Batchelor i David Jacobi, diakonem i zakrystianem – Donna Nachefski, a katechetką – Annie Cass Watson.

## Historia

### Parafia rzymskokatolicka
Rzymskokatolicka parafia św. Stanisława Kostki w St. Louis powstała w drugiej połowie XIX wieku z potrzeby niesienia posługi duszpasterskiej osiedlającym się w tym mieście polskim emigrantom. Wyodrębniała się z niemieckojęzycznej parafii rzymskokatolickiej św. Józefa w St. Louis, a inicjatorem jej powstania był ksiądz Antoni Klawiter. Erygowanie parafii przez władze diecezjalne nastąpiło w 1878 roku. Początkowo placówka korzystała z wynajętych pomieszczeń lub kaplic użyczonych przez inne parafie. W 1880 roku rozpoczęto budowę pierwszego kościoła parafialnego, który poświęcono w 1882 roku. W 1890 roku zdecydowano o budowie nowej, większej świątyni pod wezwaniem św. Stanisława Kostki. 2 maja 1891 roku otrzymano pozwolenie na budowę i oficjalną rejestrację od władz stanu Missouri. Z uwagi na problemy z finansowaniem przedsięwzięcia 8 maja 1891 roku arcybiskup St. Louis, Peter Richard Kenrick wydał parafianom zgodę na utworzenie spółki prawa cywilnego Polish Roman Catholic Saint Stanislaus Parish Corporation, która stała się właścicielem nowo zbudowanego kościoła i plebanii. Dekret ten stworzył podstawy do szerokiej autonomii finansowej i niezależności prawnej nowej jednostki kościelnej.
Od samego początku istnienia placówka ta była silnym ośrodkiem życia religijnego i społecznego katolików w St. Louis. Wpływ na to mieli pierwsi proboszczowie, którzy byli charyzmatycznymi zakonnikami należelącymi do franciszkanów. Działały przy niej również prężnie organizacje polonijne i polska szkoła. W 1901 roku przy parafii powstało żeńskie zgromadzenie zakonne – Zgromadzenie Sióstr Franciszkanek Matki Boskiej Nieustającej Pomocy. Oddziaływanie wspólnoty na życie religijne przekładało się na ciągły wzrost liczby wiernych. Z czasem z parafii św. Stanisława Kostki wyodrębniły się inne parafie rzymskokatolickie w St. Louis: św. Kazimierza, św. Jadwigi i Matki Boskiej Częstochowskiej. W latach 50. XX wieku w związku z nowatorską i kontrowersyjną polityką urbanistyczną władz miasta i przebudową dawnej robotniczej dzielnicy Kerry Patch na osiedle mieszkaniowe Pruitt-Igoe nastąpił gwałtowny odpływ parafian, a zwłaszcza społeczności polskiego pochodzenia, którzy w związku z przesiedleniami wyprowadzali się ze śródmieścia na przedmieścia St. Louis. Parafia podupadła, a z braku nowych wiernych zbiedniała i była bliska bankructwa. W 1964 roku zmuszona została do zamknięcia szkoły. Pod koniec lat 60. XX wieku za sprawą skupionych wokół niej społeczników, a także zakończenia eksperymentu mieszkaniowego Pruitt-Igoe doszło jednak do jej ożywienia i odrodzenia. Została ona ponadto wzmocniona o grupę polskich emigrantów powojennych.
18 października 1969 roku parafię odwiedził arcybiskup krakowski, kardynał Karol Wojtyła. W latach 70. XX wieku budynki i kościół należące do parafii zostały poddane gruntownemu remontowi i wpisane do rejestru zabytków miasta St. Louis.
Pomimo odpływu wiernych polskiego pochodzenia z parafii, w latach 80 i 90. XX wieku nadal silne w niej było życie kulturalne i działalność na rzecz integracji społeczności polskiej. Funkcjonowało wiele stowarzyszeń. Dzięki funduszom zebranym przez administratorów placówki duszpasterskiej w pobliżu kościoła na początku XXI wieku wzniesiono na ich potrzeby centrum konferencyjne – Dom Dziedzictwa Polskiego, który otwarto w 2003 roku.

### Konflikt z kurią metropolitalną
W 2003 roku parafia św. Stanisława Kostki w St. Louis weszła w ostry konflikt z kurią archidiecezjalną. Powodem były sprawy majątkowe. Arcybiskup St. Louis, kardynał Justin Francis Rigali postanowił uregulować status prawny wspólnoty i zażądał od parafialnej Rady Dyrektorów zrzeczenia się prawa własności do kościoła, plebanii i innych nieruchomości na rzecz archidiecezji. Wierni obawiając się, że ich parafia zostanie zlikwidowana, a jej majątek posłuży do spłaty długów metropolii zbojkotowali to żądanie i wystąpili przeciwko ich zdaniem krzywdzącemu dekretowi. Zmienili statut korporacji parafialnej, aby się przed ewentualnymi roszczeniami zabezpieczyć. Korekta prawna polegała przede wszystkim na wykluczeniu metropolity z możliwości ingerencji w obsadę zarządu.
4 sierpnia 2004 roku parafia została karnie pozbawiona opieki duszpasterskiej ze strony duchownych archidiecezji St. Louis i obłożona interdyktem. Od tego momentu w kościele św. Stanisława Kostki zaprzestano odprawiania mszy świętych. Trwały tam jedynie czuwania i modlitwy, którym przewodniczył jeden z liderów parafii, Grzegorz Kołtuniak. W związku z dalszą, napiętą sytuacją w rozmowach z kurią archidiecezjalną i niemocą otrzymywania sakramentów w swoim kościele, 23 stycznia 2005 roku parafianie wystosowali list do papieża Jana Pawła II, w którym przedstawili swoją sytuację i starali się o interwencję w sporze ze strony najwyższej instancji – Stolicy Apostolskiej. W lutym 2005 roku interdykt został rozszerzony na działalność rady parafialnej. Ze strony Episkopatu Polski w sprawę zaangażowali się arcybiskup Szczepan Wesoły i biskup Ryszard Karpiński, którzy próbowali mediacji między radą parafii św. Stanisława Kostki i archidiecezją St. Louis.

### Schizma
W styczniu 2005 roku, podczas zebrania, wierni większością głosów przejęli pełną kontrolę nad parafią, uniezależniając się faktycznie od archidiecezji. W połowie 2005 roku, nie czekając na odpowiedź z Watykanu, bez akceptacji i bez porozumienia ze swoim ordynariuszem, rozpisali konkurs, a następnie samodzielnie 2 grudnia 2005 roku wybrali sobie proboszcza, którym został kapłan z diecezji Springfield-Cape Girardeau, Marek Bożek. W konsekwencji razem ze swoim nowo powołanym duszpasterzem zostali ekskomunikowani za nieposłuszeństwo wobec decyzji arcybiskupa oraz za odprawienie 25 grudnia 2005 roku mszy świętej w miejscu obłożonym interdyktem kościelnym.

### Parafia niezależna
29 grudnia 2005 roku arcybiskup Raymond Leo Burke swoim dekretem skreślił placówkę z listy podległych mu parafii rzymskokatolickich. Od 6 stycznia 2006 roku przestała ona być oficjalnie pod jurysdykcją archidiecezji St. Louis i tym samym Kościoła rzymskokatolickiego. Na funkcje duszpasterskie dla wiernych języka polskiego wyznaczono parafię rzymskokatolicką św. Agaty w St. Louis, której proboszczem został Czesław Litak. Parafianie z parafii św. Stanisława Kostki, którzy znaleźli się poza Kościołem katolickim złożyli na akt ekskomuniki odwołanie do Stolicy Apostolskiej. Nie otrzymali jednak na nie odpowiedzi. 31 maja 2008 roku Stolica Apostolska podtrzymała ekskomunikę Marka Bożka i sześciu członków Rady Dyrektorów. Archidiecezja St. Louis wytoczyła natomiast parafii sprawę w sądzie cywilnym o majątek kościelny.
W 2008 roku część członków Rady Dyrektorów i wiernych rozpoczęła dialog z kurią metropolitalną w St. Louis w kwestii ewentualnego pojednania parafii z Kościołem rzymskokatolickim. 10 czerwca 2008 roku grupa z nich na czele, której stali dyrektorzy: Bernice Krauze, Stanley Rozanski i Robert Zabielski złożyła rekoncyliację i pojednała się z arcybiskupem St. Louis. Utworzono dla nich rzymskokatolicką parafię personalną św. Stanisława Kostki, której administratorem wyznaczony został jezuita, Michael Marchlewski. We wspólnocie powstała również frakcja opowiadająca się za niezależnością parafii, ale krytycznie nastawiona do proboszcza Marka Bożka. Stawiała mu ona zarzuty, że swoim postępowaniem, nauczaniem i głoszonymi ideami oddala się od doktryny katolicyzmu, skłania się ku katolickiemu liberalizmowi. A także dąży do przyjęcia święceń biskupich z rąk któregoś z amerykańskich biskupów niezależnych.
9 marca 2009 roku ksiądz Marek Bożek został oficjalnie sekularyzowany i wykluczony z duchowieństwa rzymskokatolickiego. W kilka tygodni później został inkardynowany przez arcybiskupa Phillipa Zimmermana do Reformowanego Kościoła Katolickiego. Zgodnie z podpisanym z Radą Dyrektorów w 2005 roku kontraktem pozostał proboszczem parafii.
Od 2006 roku do parafii św. Stanisława Kostki przyłączyło się wiele osób bezpośrednio wcześniej nie związanych z Polonią w St. Louis, które mają różne pochodzenie etniczne. Wcześniej sympatyzujących lub zgadzających się z hasłami głoszonymi w kazaniach przez proboszcza, Marka Bożka lub z nieustępliwą wobec kurii archidiecezjalnej polityką Rady Dyrektorów. Od 2008 roku ze wspólnotą współpracowało jeszcze dwóch byłych duchownych rzymskokatolickich, Lester Himstedt i Robert Schutzius. W 2009 roku parafia nawiązała interkomunię z Reformowanym Kościołem Katolickim w Polsce oraz innymi wspólnotami RKK. W 2010 roku w parafii praktykę odbywał diakon Amerykańskiego Narodowego Kościoła Katolickiego Phillip Lichtenwalter, który wspomagał przez kilka miesięcy w pracy duszpasterskiej proboszcza Marka Bożka.
8 sierpnia 2010 roku w parafii odbyło się głosowanie wiernych w kwestii zawarcia ugody z rzymskokatolicką archidiecezją St. Louis i powrotu parafii św. Stanisława Kostki do Kościoła rzymskokatolickiego. Propozycja ta została odrzucona. W 2011 roku parafianie opowiedzieli się przeciw wprowadzanym w życie zmianom w tłumaczeniu mszy świętej zaproponowanym przez Konferencję Biskupów Katolickich Stanów Zjednoczonych Ameryki i pozostaniu w parafii św. Stanisława Kostki przy starym przekładzie tekstu mszy świętej na język angielski.
15 marca 2012 roku sąd cywilny stanu Missouri orzekł na korzyść parafialnej korporacji Saint Stanislaus Parish Corporation w sprawie o majątek kościelny z archidiecezją St. Louis. Kuria metropolitalna w odpowiedzi na orzeczenie zadeklarowała możliwość wniesienia apelacji do Sądu Najwyższego Stanów Zjednoczonych Ameryki.
Od 2012 roku pracę duszpasterską w parafii podjął kleryk polskiego pochodzenia, Tomasz Pels. Posługę kaznodziei odbywała też pastor Julie March z Drugiego Kościoła Prezbiteriańskiego w St. Louis.
13 lutego 2013 roku rzymskokatolicka kuria archidiecezjalna w St. Louis i parafia św. Stanisława Kostki w St. Louis ogłosiły komunikat w sprawie prawnej ugody pomiędzy dwiema stronami. Archidiecezja zadeklarowała zaprzestanie dalszych roszczeń do majątku parafii i pogodzenie się z wyrokiem sądu z 2012 roku. Parafia św. Stanisława Kostki w St. Louis w ugodzie zgodziła się nie używać i nie odwoływać się w swojej działalności do nazwy rzymskokatolicki. 24 lutego 2013 roku wyświęceno we wspólnocie pierwszego nowego duchownego. Diakonat z rąk przełożonego prałatury personalnej Married Priests Now!, arcybiskupa Petera Brennana przyjął Tomasz Pels.
W czerwcu 2013 roku w parafii rozpoczęto cykl debat nad dalszym charakterem eklezjalnym wspólnoty. Pod uwagę brane są: pojednanie ze Stolicą Apostolską i powrót do Kościoła rzymskokatolickiego; interkomunia z Kościołem Episkopalnym Stanów Zjednoczonych Ameryki i przystąpienie do Unii Utrechckiej Kościołów Starokatolickich; przystąpienie do Polskiego Narodowego Kościoła Katolickiego; połączenie z jednym z niezależnych Kościołów katolickich w Stanach Zjednoczonych lub utworzenie wraz z kilkoma innymi parafiami niezależnymi nowego Kościoła o zasięgu krajowym.
Od sierpnia 2013 roku w kościele parafii odbywają się spotkania z przedstawicielami hierarchii duchownej różnych Kościołów. Pierwszym gościem był biskup diecezji Missouri Kościoła Episkopalnego Stanów Zjednoczonych Ameryki, George Wayne Smith.
W maju 2014 roku Rada Dyrektorów dopuściła możliwość oferowania religijnych nabożeństw ślubnych
wszystkim zainteresowanym, w tym parom homoseksualnym. 15 listopada 2014 roku w kościele św. Stanisław Kostki w St. Louis wyświęcono pierwszego prezbitera od czasu schizmy z Kościołem katolickim. Arcybiskup Peter Brennan udzielił sakramentu kapłaństwa dotychczasowemu diakonowi parafii, Tomaszowi Pelsowi.
W lutym 2015 roku w parafii zainaugurowano działalność Starokatolickiego Seminarium św. Stanisława - ośrodka formacji diakonów stałych. Sześcioro kandydatów do stanu duchownego (Virginia Brown, Steve Creamer, David Jacobi, Donna Nachefski, Zachary Orr i Kevin Schindler) podjęło studia w ramach programu STEP na Uniwersytecie Notre Dame. 
W maju 2016 roku zmarł jeden z księży pomocniczych parafii Lester Himstedt. Jednocześnie w parafii podjęli służbę liturgiczną w charakterze księdza pomocniczego Annie Cass Watson ze Wspólnoty Rzymskokatolickich Kobiet Kapłanów oraz Jim Schratz z Ekumenicznej Wspólnoty Katolickiej.
W 2018 roku w parafii św. Stanisława Kostki w Saint Louis postanowiono o wyświęceniu do posługi duchownej pierwszej kobiety. 18 marca 2018 roku diakonat przyjęła przewodnicząca Rady Dyrektorów, Donna Nachefski. Ordynacji udzielił jej biskup Long Island, Kenneth Corbin z Amerykańskiej Wspólnoty Starokatolickiej Wszystkich Świętych.
Na początku 2022 roku Rada Dyrektorów dokonała wyboru nowego proboszcza parafii, który objął urząd 1 listopada 2022 roku. Został nim prezbiter Przemysław Cichosz z Reformowanego Kościoła Katolickiego w Polsce.

## Ustrój i doktryna
Od 2006 roku parafia św. Stanisława Kostki w Saint Louis, używająca również nazwy Polski Rzymsko Katolicki Kościół i Polska Katolicka Parafia, jest niezależną chrześcijańską gminą wyznaniową nie podlegającą żadnemu Kościołowi partykularnemu. Członkowie denominacji zrzeszeni są w ramach korporacji Saint Stanislaus Parish Corporation i rządzą się według zasad kongregacjonalizmu. Raz do roku organizują Doroczne Walne Zebranie Parafian, podczas którego podejmowane są kluczowe dla wspólnoty decyzje oraz przeprowadzane są ważne dla denominacji głosowania. Doroczne Walne Zebranie Parafian wybiera spośród siebie Radę Dyrektorów, która zajmuje się w imieniu parafian sprawami administracyjnymi i majątkowymi wspólnoty. Rada Dyrektorów jest odpowiedzialna za wybór i mianowanie proboszcza parafii, który sprawuje obok posługi duchownej również funkcję prezydenta Rady Dyrektorów.
W parafii św. Stanisława Kostki w Saint Louis sprawowana jest liturgia w obrządku łacińskim. Nabożeństwa odprawiane są w językach: angielskim, hiszpańskim, łacińskim i polskim. Obowiązująca doktryna w parafii opiera się o katolicyzm, ale jest realizowana według idei przedstawionych w siedmiu punktach przez proboszcza parafii w lutym 2008 roku:
1. Parafia uznaje artykuły wiary Kościoła rzymskokatolickiego. Nie odrzuca dogmatów o Niepokalanym Poczęciu i Wniebowzięciu Najświętszej Maryi Panny. Uznaje dogmat o nieomylności papieża, gdy przemawia on ex cathedra w jedności ze wszystkimi katolickimi biskupami świata.
2. Duchowni w parafii posługują się podczas sprawowania mszy zwyczajną formą rytu rzymskiego zgodnie z mszałem przyjętym po Soborze Watykańskim II i go w żaden sposób nie zmieniają.
3. Parafia uznaje, że pasterze Kościoła powinni być wybierani przez tych, którym mają posługiwać.
4. Parafia jest za tym, aby zarząd dobrami doczesnymi placówek administracji kościelnej znajdował się w rękach tych, którzy parafie i diecezje tworzą, a nie w rękach księży czy biskupów.
5. Parafia uważa, że wszystkie osoby ochrzczone mają prawo otrzymywać katolickie sakramenty. Przyjmuje idee, że mężczyźni, jak i kobiety, osoby heteroseksualne oraz homoseksualne, powinny być dopuszczane do święceń kapłańskich po otrzymaniu odpowiedniego wykształcenia oraz formacji. Podobnie małżeństwo ani inne sakramenty nie powinny być ograniczane wymyślonymi przez ludzi przepisami.
6. Parafia uważa, że duchowieństwo diecezjalne – diakoni, księża oraz biskupi powinni móc swobodnie wybierać stan życia: bądź to w celibacie, bądź to w małżeństwie.
7. Parafia uważa, że do Eucharystii powinno dopuszczać się wszystkich wierzących i ochrzczonych, bez względu na rasę, płeć, wiek, stan małżeński, orientację seksualną, stan majątkowy, preferencje polityczne, czy jakikolwiek inny powód. Do konsekracji przyzwala na używanie bezglutenowych komunikantów.

## Proboszczowie parafii
Kościół rzymskokatolicki
- 1878–1879 Antoni Klawiter[35]
- 1879–1885 Sebastian Cebula
- 1885–1886 Leon Brandys
- 1887–1927 Urban Stanowski
- 1927–1951 Wiktor Gorzel
- 1970–1971 Robert Szydłowski[35]
- 1971–1980 Jeremiah Jakle
- 1980–1981 Michael Sheridan
- 1981–1989 Wincenty Mogielnicki
- 1989–1990 Józef Łukaszczyk
- 1990–2001 Ted Wójcicki
- 2001–2004 Philip Bene[35]
- od 2008 Michael Marchlewski[36]

Parafia niezależna
- 2005–2022 Marek Bożek
- od 2022 Przemysław Cichosz

## Obiekty należące do parafii
Do parafii św. Stanisława Kostki należy nieruchomość o powierzchni 8 akrów w śródmieściu miasta St. Louis, na której oprócz terenów zielonych i parkingu znajdują się budynki:
- kościół parafialny św. Stanisława Kostki
- plebania
- Centrum Edukacyjne im. dr. Josepha Rudawskiego
- Dom Dziedzictwa Polskiego

## Dane adresowe
- Parafia Świętego Stanisława Kostki w Saint Louis

1413 North 20th Street
Saint Louis, MO 63106